# Friedrich von Goeckingk
Friedrich Eberhard Siegmund Günther Goeckingk, à partir de 1768 von Goeckingk (né le 28 novembre 1738 à Ermsleben et mort le 15 juillet 1813 à Berlin) est un général de cavalerie prussien.

## Biographie

### Origine
Ses parents sont les seigneurs héréditaires de Günthersdorf et Daldorf, ainsi que le conseiller de guerre et de domaine (de) Christian Friedrich Günther Göckingk (1703–1773) et Johanne, née Schwarz (1716–179). L'économiste et poète Leopold Friedrich Günther von Goeckingk (de) (1748-1828) est son frère.

### Carrière
Il étudie d'abord à l'école à Halle, puis au lycée de Joachimsthal à Berlin. De 1755 à 1757, il se rend d'abord à l'Université de Halle pour y étudier le droit. À Pâques 1757, il rentra chez lui et au début de la guerre de Sept Ans en 1757, il rejoint le 45e régiment de fusiliers "Hesse-Cassel" en tant que Junker. En février 1758, il devient cornette au 8e régiment de hussards « Seydlitz (de) » . En 1760, il devient sous-lieutenant et en 1761 premier-lieutenant. La même année, il devient capitaine d'état-major de cavalerie et en 1762 capitaine de cavalerie. En 1771, il est promu major. En 1784, il devient lieutenant-colonel et colonel le 2 mai 1788, il prend la tête du 5e régiment de hussards "Hussards noirs". Le 4 juillet 1789, il devient général de division. Le 11 janvier 1795, il devient lieutenant général et devient chef du 2e régiment de hussards. Le 21 mai 1799, il est décoré de l'Ordre de l'Aigle rouge par le roi. Le 15 octobre 1805, il est nommé général de cavalerie à la retraite.
Le 2 décembre 1768, il est anobli par le roi Frédéric II. Lors de la Guerre de Succession de Bavière, il s'est tellement illustré dans la bataille de Gabel qu'il reçoit le Pour le Mérite. Pendant la guerre de Sept Ans, il combat avec le 8e régiment de hussards dans les batailles de Kunersdorf et Freiberg et de nombreuses escarmouches. Le roi Frédéric II est si satisfait du colonel qu'il lui offre une boîte en or avec des diamants.
Pendant le soulèvement de Kościuszko en 1794, il opère en Lituanie et en Mazurie, où il fait plus de 400 prisonniers.

### Famille
Il se marie le 25 août 1765 à Stolp avec Anna Dorothea von Belling (née en 1747 et morte le 18 novembre 1818), une fille du général Wilhelm Sebastian von Belling. Le couple a plusieurs enfants dont :
- Wilhelm Friedrich (né le 16. septembre 1766)
- Dorothe Frédérique (née le 12 août 1768 et morte le 3 septembre 1813) mariée avec

le comte Wilhelm Adolf von Lichinowsky (mort en 1836)
Andreas Georg Friedrich von Katzler (1764-1834), lieutenant général
- Wilhelmine Hélène Johanna (née le 5 septembre 1769) mariée avec le baron NN von Franz
- Friedrich Leopold Günther (né le 19 mars 1775 et mort le 27 septembre 1853) major, seigneur de Dumpen et d'Althoff-Memel, marié avec Henriette Rüppel (morte le 26 juillet 1843)